# Justizamt Lohrbach
Das Justizamt Lohrbach war eine während der napoleonischen Zeit von 1807 bis 1813 bestehende Verwaltungseinheit im Norden des Großherzogtums Baden.

## Geschichte

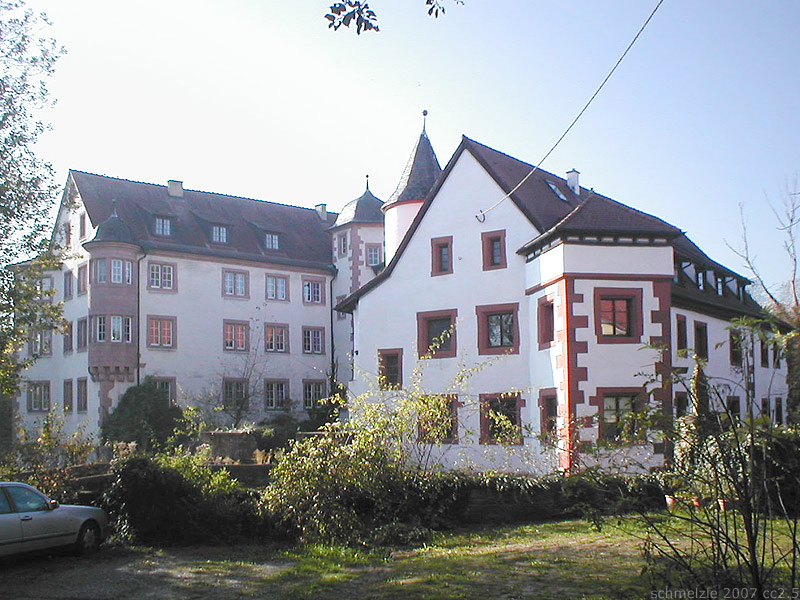
Burg Lohrbach

Vor Inkrafttreten der Bestimmungen des Reichsdeputationshauptschlusses 1803 war das am Rande des östlichen Odenwalds gelegene Lohrbach Sitz einer kurpfälzischen Kellerei, die dem Oberamt Mosbach unterstellt war. Der Ort gehörte anschließend zum Fürstentum Leiningen, bis dieses in Umsetzung der Rheinbundakte mediatisiert und in diesem Bereich der badischen Landeshoheit unterstellt wurde. Im Sommer 1807 wurde Lohrbach zunächst dem standesherrlichen Amt Mosbach zugeteilt. Bereits im Dezember 1807 wurde die leiningschen Ämter in kleinere, als Justizamt titulierte Einheiten aufgespaltet. Lohrbach bildete ab da mit den Orten Nüstenbach, Neckarburken, Sulzbach, Dallau, Auerbach, Rittersbach, Muckental, Ober-, Mittel- und Unterschefflenz (alle zuvor Amt Mosbach) sowie den vom Amt Eberbach umgesetzten Fahrenbach, Robern, Balsbach, Trienz und Krumbach eine eigene Verwaltungseinheit, die der Landvogtei Mosbach unterstellt war. Im Rahmen der Verwaltungsgliederung Badens zählte das Amt zunächst zur Provinz des Unterrheins oder der Badischen Pfalzgrafschaft, ab 1809 zum Main- und Tauberkreis.
Im Sommer 1813 wurde das Amt Lohrbach aufgelöst. Balsbach, Robern und Wagenschwend gingen zu Eberbach, Sulzbach zum Zweiten Landamt Mosbach, der Rest zum Stadt- und Ersten Landamt Mosbach.

## Spätere Entwicklung
Seit der Kreisreform 1973 zählen die Orte zum Neckar-Odenwald-Kreis. Lohrbach wurde 1972 nach Mosbach eingemeindet.